# Sayyid

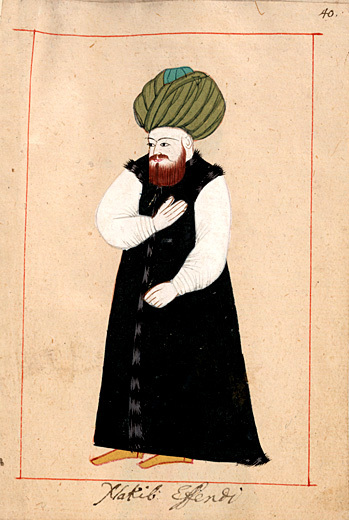
I Osmanska riket hade sayyiderna förmånen att bära en grön turban.

Sayyid eller sejid (seyyed = iranskt, kurdiskt och turkiskt uttal; sayed = arabiskt, afghanskt, pakistanskt och indiskt uttal) är inom islam en titel som ges till ättlingar av profeten Muhammed, genom hans dotter Fatimas söner Hasan och Hussein. Den kvinnliga motsvarigheten kallas sadat eller sayyida. Det är ett "storhetsattribut" och respekterad titel som ofta bärs innan förnamnet och betyder "herre" eller "härskare" (den engelska motsvarigheten är "lord").
Titeln sayyid förekommer huvudsakligen inom den muslimska grenen shia. Titeln är en benämning på de som anses vara ättlingar till profeten Muhammed. Titeln kan endast gå i arv från far till son. Detta i förening med titelns inneboende religiösa kraft har medfört att det historiskt funnits en strikt reglering och registrering av alla som varit berättigade att bära titeln sayyid vilket innebär att en äkta sayyid i varje fall måste kunna spåra sin stamtavla tillbaka till 600-talet e.Kr. 
Den stränga reglering som finns av titeln har sin grund i dels det laddade anspråket på att vara ättling till profeten och dels den särställning samt de privilegier som förlänats titelns bärare. I Iran har titelns privilegierade ställning historiskt yttrat sig bland annat i att titelinnehavaren har varit befriad från skatteplikt och i samhället tillhört det styrande skiktet. Andra förmåner som kan nämnas är att i många sufiordnar (se sufism) kan endast en sayyid inneha den högsta ordensgraden.